# ミュージック・アトリエ
ミュージック・アトリエ（Music Atelier ）は、ローランドが販売している電子オルガンの商標。その開発のアイデアの原点は、パイプオルガン、シアターオルガン、コンボオルガンに由来している。電子オルガンは、コンボタイプ、チャーチモデルなど演奏される音楽や用途によって分類されているが、ミュージックアトリエは、オールマイティな用途に対応するホームオルガンというタイプの電子オルガンに該当する。

## 概要
ローランドが家庭用電子オルガン事業に参入したのは1994年で、業界最後発である。そのため、他社の電子オルガンと大きく異なる点がある。まず、リアルタイム演奏を重視している。また、ボタンの配置を統一したり、音色アップグレードにより末永く使えるようにしている。さらに、ジャズ・スキャットなどのヒューマン・ボイスを収録しており、鍵盤を叩く強さにより、5段階に弾き分けることができるなど、従来の電子オルガンとの違いを強調している。
2001年9月にテクニトーン（従前はビクトロン）を用いた音楽教室を統括していた、日本ビクター子会社のビクター・テクニクス・ミュージック株式会社の株式65%をローランドが買収し、ミュージック・アトリエを使用するローランド・ミュージック・スタジオへ移行され、ローランドの音楽教室は全国展開となる。その後ローランド本体が事業承継し、2010年よりローランド・ミュージック・スクールへと改称されている。

## 現行モデル（AT-350C以外は販売完了）

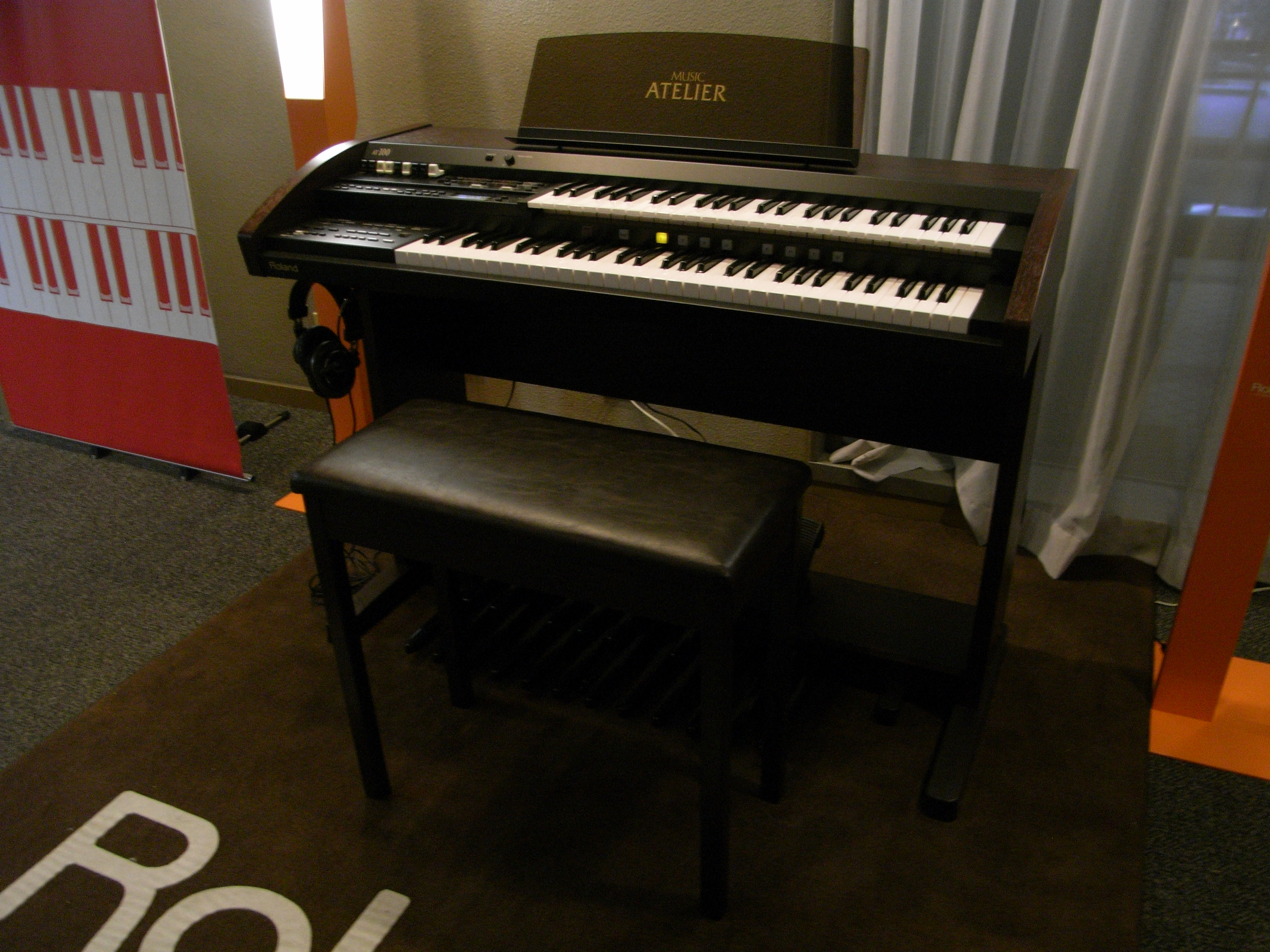
AT-100

### AT-Sシリーズからの主な変更点
- タッチパネル液晶画面の大型化
- 外部記憶媒体をフロッピーディスクからUSBメモリへ変更（フロッピーディスクも使用可）
- ハーモニックバー（ドローバー）搭載
- アーティキュレーション音色(スーパーナチュラル)を含めた、新オーケストラ音色追加
- ウォーターフォール鍵盤採用（下鍵盤のみ）
- Dビーム搭載

AT-900
2008年1月発売。シリーズ最高峰モデル。足鍵盤は木製フルスケール25鍵を採用。2021年現在は販売完了。
AT-900C
2007年11月発売。AT-900のステージモデル。本体とスタンドの分割を可能としており、全体的な軽量化を図り持ち運びに便利になった。なお、足鍵盤は木製フルスケール25鍵『PK-25A』もしくは20鍵『PK-7A』の付け替えが可能である。また、別売のアンプ『SA-1000』を使用することによりハイパワーな迫力を得られる。2021年現在は販売完了。
AT-800
2007年11月発売。上級者向けモデル。足鍵盤は20鍵を採用。2021年現在は販売完了。
AT-500
2008年9月発売。中級者モデル。AT-60Sの後継機種。2021年現在は販売完了。
AT-300
2008年4月発売。初心者～中級者向けモデル。オルガン音色はアッパー・ロワーのみ。ハーモニックバーはオルガン音色専用で1セットのみ。2024年現在は販売完了。
AT-100
2008年4月発売。初心者モデル。 ロールトップ式鍵盤蓋、音色数の削減やスピーカーボックスがないことを除けばAT-300とほぼ同性能。2024年現在は販売完了。
AT-75
2008年9月発売。初心者モデル。足鍵盤は13鍵。2021年現在は販売完了。
ATELIER Combo AT-350C
2011年3月発売。二段鍵盤部分のみのモデルで、別途キーボードスタンド、足鍵盤を用意する仕様のため、容易に持ち運びが可能となった。トップパネルのレイアウトなどをAT-300以下と共通にして操作性を継承、そして上位機種の高機能部分を特長と継承することで、プロ仕様に仕上がっている。特に、スーパーナチュラル音色の搭載は、上位機種の音色数を越している。また、Dビーム機能も搭載。スピーカーとアンプを持ち合わせていないので、別売のアンプを使用することにより、家庭用でも、ライブイベント用にもなる。通常ライブならば現場のPAが使用されるため、実質価格性能比の高いモデルとなっている。 2024年現在、ローランドの「ミュージック・アトリエ」ページにはこのAT-350Cのみが現行機種として掲載されている。また、ローランドでは足鍵盤も販売終了しているため、中古品または他社製の足鍵盤を使用する事となる。

## シリーズの主なモデル
ATシリーズ（第一世代）AT-70, AT-50
1994年発売
ATシリーズ（第二世代）
1996年発売。リズムの追加にアトリエ専用リズムカードではなく、フロッピーディスクを使用できるようになった。第一世代ATシリーズにはフルスケールモデルはなかったが、AT-90の発売によりフルスケールモデル(上段56鍵、下段76鍵、ペダル25鍵)もラインアップに加わった。また、このシリーズからマニュアルパーカッション機能が追加された。
AT-Rシリーズ
1999年発売。第二世代ATシリーズを基本に音色の強化、リズムの大幅な追加がされている。また、このシリーズからアトリエの特徴的な音色といえるジャズ･スキャットやヒューマンボイスフレーズが内蔵された。さらに、機種ごとのリズム名が統一された。
AT-Sシリーズ
2001年発売。液晶タッチパネルを初めてそなえ、外見を一新。より使いやすい操作を可能とした。アトリエとしては大幅なモデルチェンジとなった。ロードネクストができるようになったのもAT-Sから。2004年には音色の追加、リズムの一新、リズムカスタマイズ機能の追加などを行った。
AT-x00シリーズAT-900, AT-900C, AT-800, AT-500, AT-350C, AT-300, AT-100, AT-75
2007年～2011年発売。液晶タッチパネルを大型化。ジャズ・オルガン独特の操作子であるハーモニック・バー(いわゆるドローバー)を全機種に搭載。また、フロッピー搭載であったAT-Sより、全機種USBメモリーを採用。AT-900, AT-900C, AT-800には、アーティキュテーション・ボイス(後に、SuperNATURALという名称に統一)と呼ばれる、音楽表現力の豊かな音色を搭載している。
2012年に AT-900, AT-900C, AT-800に適応できる ATUP-EX (アップグレード・パッケージ)という製品により、機能追加が施された。
2024年現在、AT-350C 、ATUP-EXのみが販売中である。

## 電子オルガン奏者
- ヘクター・オリベラ
- トニー・フェネロン
- 橘ゆり（たちばなゆり）
- 山口綾規（やまぐちりょうき）[11]
- 熊埜御堂可奈子（くまのみどうかなこ）
- 佐々木昭雄（ささきあきお）[12][13]
- 安井正規（やすいまさのり）